# Cryonectes
Cryonectes là một chi thằn lằn cổ rắn, được Vincent mô tả khoa học năm 2013.